# Pedro Goic
Pedro Tomás Goic Boroevic es un médico veterinario, académico y político Socialista chileno de ascendencia croata. Se desempeñó como director nacional del Servicio Nacional de Capacitación y Empleo (Sence) de su país, durante el segundo gobierno de Michelle Bachelet (2014-2018).

## Familia y estudios
Nació en Santiago de Chile, hijo de un matrimonio de origen croata, compuesto por el ingeniero agrónomo Pedro Danilo Goic Karmelic, exvicepresidente nacional del Partido Demócrata Cristiano (PDC) y María Juana Boroevic Yutronic. Una de sus hermanas, Carolina, ejerció como diputada (2006-2014) y senadora de la República (2014-2022). Su otra hermana, Marcela, licenciada en historia, trabajó como subencargada del Departamento de Contenidos de la Presidencia de la República durante la segunda administración de Michelle Bachelet (2014-2018)
Realizó sus estudios superiores ingresando en 1989 a la carrera de medicina veterinaria de la Universidad de Chile, egresando en 1994. Luego, entre 2002 y 2003, cursó un magíster en gestión y políticas públicas en el Departamento de Ingeniería Industrial de la misma casa de estudios.

## Carrera profesional
Comenzó a ejercer su profesión en mayo de 1995, fecha en que bajo el gobierno del presidente Eduardo Frei Ruiz-Tagle, se incorporó al Instituto de Desarrollo Agropecuario (Indap). En esa repartición dependiente del Ministerio de Agricultura, desempeñó varios cargos como: profesional de apoyo técnico de la Dirección Regional Metropolitana (entre mayo de 1995 y febrero de 1999), jefe del Departamento Técnico Empresarial en la misma región (entre marzo de 1999 y marzo de 2004) y jefe de Operaciones Dirección Regional Metropolitana (entre abril de 2004 y junio de 2005).
En las postrimerías del gobierno del presidente Ricardo Lagos, se trasladó al Servicio de Cooperación Técnica (Sercotec), ejerciendo entre julio de 2005 y julio de 2006, como profesional analista en la Secretaría Ejecutiva del «Programa Chile Emprende» de la institución. A contar de agosto de 2006, fue gerente general del «Programa Chile Emprende», función que empleó hasta abril de 2008. Asimismo, en el primer gobierno de Michelle Bachelet desde mayo de 2008 hasta agosto de 2009, fungió como secretario ejecutivo de dicho programa. En septiembre de ese año retornó al Indap, ocupando el puesto de jefe de la «Unidad Gestión de Calidad y Clientes» del servicio.
Con la llegada de Sebastián Piñera a la presidencia de la República, continuó en esa labor, renunciando en marzo de 2011 para dedicarse a la consultoría en áreas como emprendimiento, evaluación, planificación y control de gestión estratégico y optimización de procesos, y a la prestación de asesorías en diferentes organizaciones del país. Paralelamente, fue docente de pre y posgrado en las universidades de La Frontera, Central y de Chile.
Con ocasión del segundo gobierno de la presidenta Michelle Bachelet, entre marzo y junio de 2014, fue nombrado como director del «Programa Proempleo» del Ministerio del Trabajo y Previsión Social.
El 1 de julio de 2014, fue designado como director nacional provisional del Sence, en reemplazo del renunciado Julio Salas Gutiérrez. Tras realizarse el concurso de Alta Dirección Pública (ADP), a partir del 13 de octubre del mismo año, comenzó a ejercer el cargo en calidad de titular. Mantuvo esa responsabilidad hasta el 20 de abril de 2018, cuando fue removido de sus funciones en el contexto de la segunda administración del presidente Sebastián Piñera.
Desde marzo de 2019 es socio consultor en la firma Abbanz Consultores.